# Род Лейвър Арена
„Род Лейвър Арена“ е мултифункционална арена в Мелбърн, щата Виктория, Австралия.
Строежът на арената приключва през 1988 година. Има капацитет 15 000 души. Мястото привлича повече от 1,5 милиона туристи годишно.
През 1988 година е първоначалният домакин на Открито първенство по тенис на Австралия. Използва се също така и за басктетболни и боксови мачове, концерти и балет.
Арената е наименувана през 2000 година на австралийския тенисист Род Лейвър, печелил Откритото първенство 3 пъти.